# Josh Watson
Josh Watson (n. 31 iulie 1977, Newcastle, New South Wales, Noul Wales de Sud, Australia) este un înotător ce a reprezentat Australia, medaliat olimpic. A participat la 2 ediții ale Jocurilor Olimpice (2000, 2004) în care a câștigat două medalii de argint.